# ファミリア (映画)
『ファミリア』（familia）は、2023年1月6日に公開の日本映画。陶器職人の父と海外で活動する実の息子、そして在日ブラジル人が国籍や文化などの様々な違いを超えて一つの「家族」になろうとする姿を描く。監督は成島出、主演は役所広司で、本作に出演するサガエルカスとワケドファジレはオーディションで選ばれた。PG12指定。

## キャスト
神谷誠治
演 - 役所広司
山里で暮らす陶器職人。
神谷学
演 - 吉沢亮
誠治の息子。プラントエンジニアとしてアルジェリアに赴任中。
マルコス
演 - サガエルカス
隣町に住む在日ブラジル人。
エリカ
演 - ワケドファジレ
マルコスの恋人。
ナディア
演 - アリまらい果
学の妻。
ルイ
演 - シマダアラン
花山祐介
演 - 高橋侃
- 中原丈雄[3][4]
- 室井滋[3][4]
- スミダグスタボ
- 髙橋里恩
- 管勇毅
- 井並テン
- 大空ゆうひ
- 安藤彰則
- 沖原一生

青木
演 - 松重豊
地元のヤクザ。
榎本海斗
演 - MIYAVI
在日ブラジル人を執拗に追いかける半グレのリーダー。
駒田隆
演 - 佐藤浩市
刑事。誠治が唯一心を許せる友人。

## スタッフ
- 監督：成島出
- 製作総指揮：木下直哉
- 製作：野儀健太郎
- プロデューサー：伊藤伴雄
- 脚本：いながききよたか
- 音楽：安川午朗
- 音楽プロデューサー：津島玄一
- 撮影：藤澤順一
- 照明：豊見山明長、上田なりゆき
- 録音：藤本賢一
- 美術：金田克美、中山慎、竹内悦子
- 装飾：大坂和美
- 編集：阿部亙英、三條和生
- スクリプター：赤澤環
- 衣装：宮本茉莉
- メイク：田中マリ子
- 音響効果：岡瀬晶彦
- 助監督：谷口正行
- キャスティング：杉野剛
- 制作担当：田辺正樹
- アシスタントプロデューサー：座喜味香苗
- 配給：キノフィルムズ
- 制作プロダクション：ディグ&フェローズ
- 製作：「ファミリア」製作委員会（木下グループ、フェローズ、ディグ&フェローズ）

## ロケ地
- 栃木県：足利市役所教育庁舎[6]
- 愛知県：西三河[7]